# Alexander Pawlowitsch Kibalnikow
Alexander Pawlowitsch Kibalnikow (russisch Александр Павлович Кибальников; * 9. Augustjul. / 22. August 1912greg. im Dorf Orechowo bei Serafimowitsch; † 5. September 1987 in Moskau) war ein sowjetischer Bildhauer.

## Leben
Kibalnikow stammte aus einer Bauernfamilie. 1927 ging er nach Saratow und arbeitete als Schauermann im Hafen. Er studierte 1929–1932 am Saratower Kunst-Industrie-Technikum in der Malerei-Abteilung. Bereits als Student beteiligte er sich an Ausstellungen.
Nach dem Studium lebte und arbeitete Kibalnikow in Saratow. Er führte Dekorationsarbeiten in Theatern in verschiedenen Städten aus, fertigte Puppenmodelle an, entwarf Plakate und beschäftigte sich weiter mit der Bildhauerei. 1935 wurde er zur Roten Armee eingezogen und auf die Pilotenschule in Engels geschickt. Dort gestaltete er Theateraufführungen und beteiligte sich mit Erfolg an Armee-Kunstwettbewerben. Nach der Entlassung aus der Armee 1938 leitete er in Kursk die Requisitenabteilung des Kursker Dramatischen Theaters und übernahm Dekorationsarbeiten. 1939 kehrte er nach Saratow zurück.
Während des Deutsch-Sowjetischen Kriegs beteiligte sich Kibalnikow an der Agitprop-Arbeit.
Ab 1949 lebte und arbeitete Kibalnikow in Moskau. 1954 wurde er Vollmitglied der Akademie der Künste der UdSSR. 1963–1966 war er Vorstandsvorsitzender der Moskauer Abteilung der Union der Künstler der RSFSR. Er war Delegierter des XXIII. Kongresses der KPdSU 1966. 1974 wurde er Präsidiumsmitglied und Akademie-Sekretär der Bildhauerei-Abteilung der Akademie der Künste der UdSSR. Er war Mitglied der Union der Künstler der UdSSR.
Kibalnikow starb am 5. September 1987 in Moskau und wurde auf dem Nowodewitschi-Friedhof begraben.

## Ehrungen, Preise
- Medaille „Für heldenmütige Arbeit im Großen Vaterländischen Krieg 1941–1945“
- Stalinpreis II. Klasse (1949) für die Tschernyschewski-Porträt-Skulptur (1948, Bronze)[2]
- Stalinpreis II. Klasse (1951) für die Stalin-Porträt-Skulptur (1950, Gips)[2]
- Verdienter Kunstschaffender der RSFSR (1957)[2]
- Bronzemedaille der Expo 58 in Brüssel (1958)[2]
- Leninpreis im Bereich Literatur und Kunst (1959) für das Majakowski-Denkmal in Moskau[2]
- Volkskünstler der RSFSR (1963)[2]
- Volkskünstler der UdSSR (1963)[2]
- Ehrenbürger der Stadt Saratow (1970)
- Ehrenbürger der Stadt Rjasan (1975)[3]
- Repin-Staatspreis der RSFSR (1976) für das Jessenin-Denkmal in Rjasan[2]
- Leninorden (1982)[2]
- Orden des Roten Banners der Arbeit[2]
- Goldmedaille der Akademie der Künste der UdSSR (1983) für das Tretjakow-Denkmal an der Tretjakow-Galerie in Moskau[2]

## Werke (Auswahl)

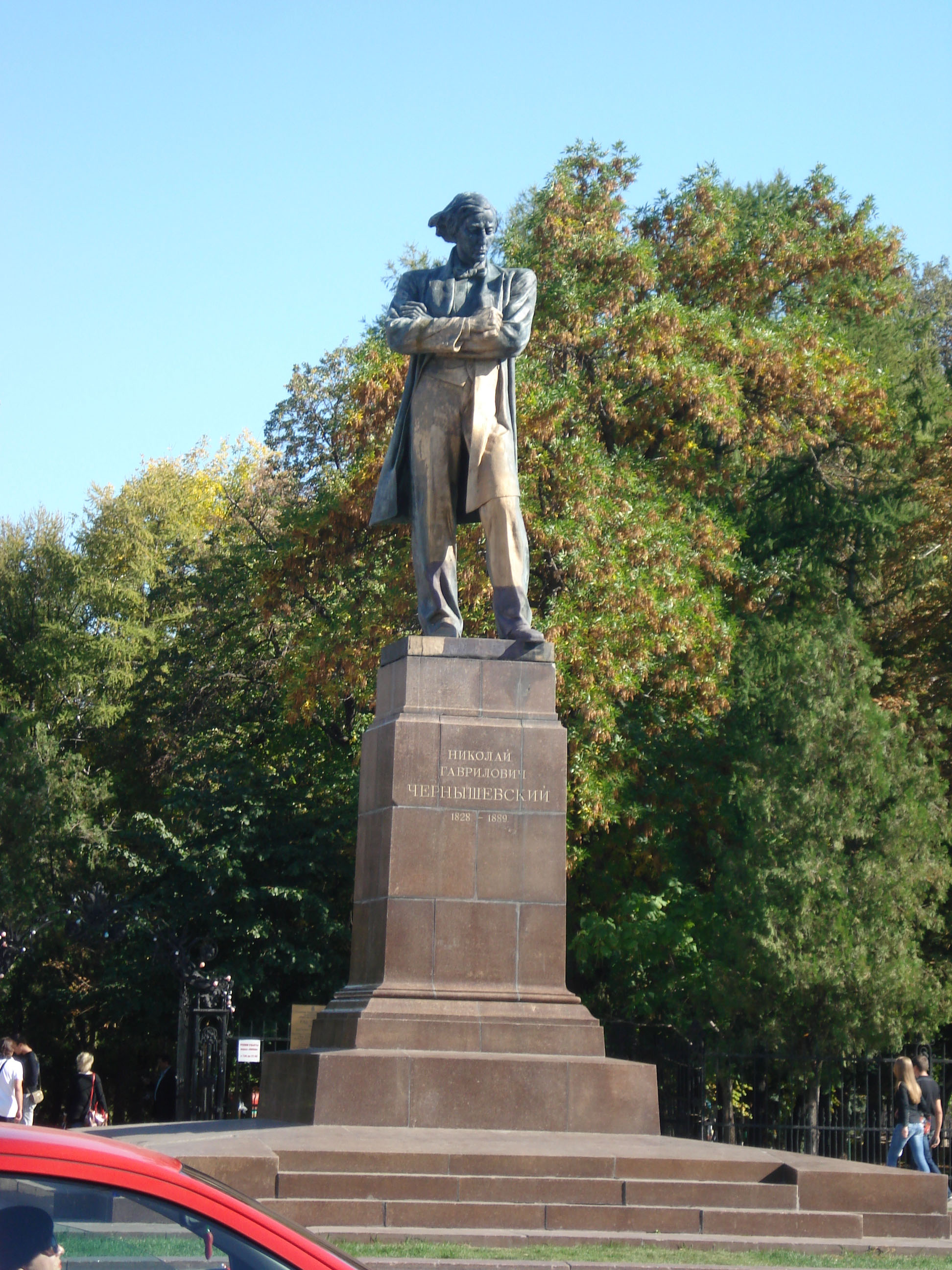
Tschernyschewski-Denkmal, Saratow
Radischtschew-Denkmal, Saratow
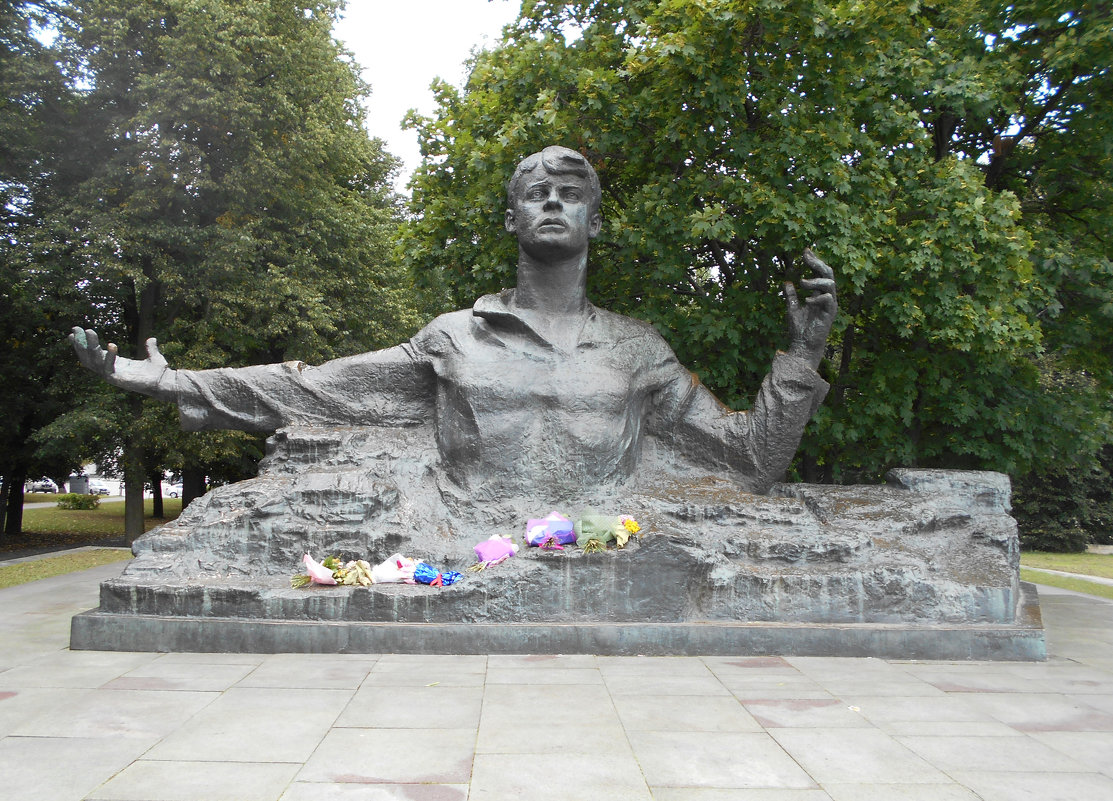
Jessenin-Denkmal, Rjasan
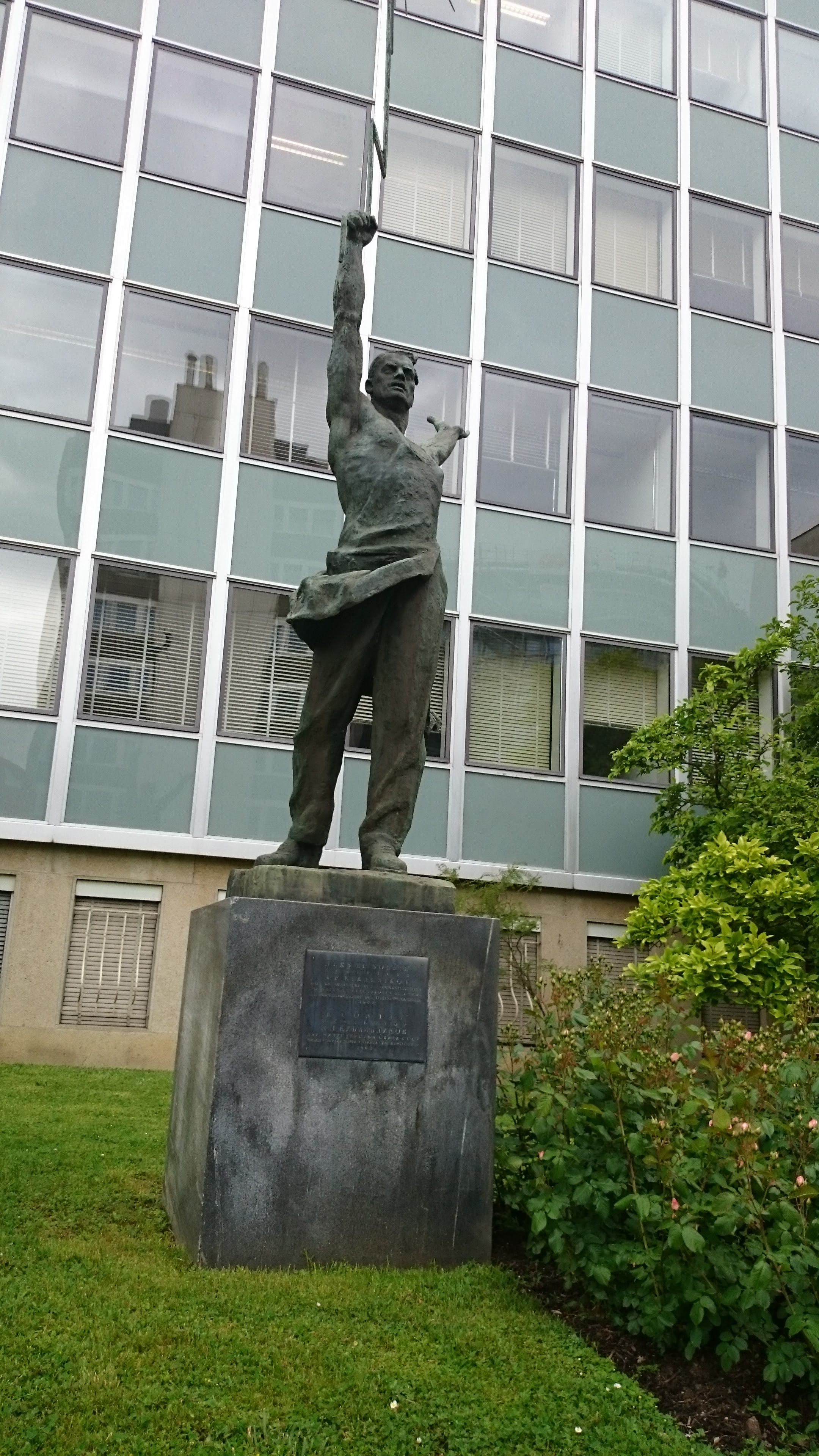
Zur Sonne (Geschenk der UdSSR an die Internationale Fernmeldeunion), Genf